# Keizersgrachtkerk
De Keizersgrachtkerk is een van oorsprong Gereformeerde Kerk uit 1888 aan de Amsterdamse Keizersgracht. Het gebouw op nummer 566 (tussen Leidsestraat en Nieuwe Spiegelstraat) is ontworpen door de architecten Gerlof Bartholomeus Salm en Abraham Salm (vader en zoon).

## Geschiedenis van het kerkgebouw
De opdracht voor de bouw van de Keizersgrachtkerk (ook Dolerende Kerk geheten) werd gegeven door de dolerende Nederduitsche Gereformeerde Gemeente onder leiding van Abraham Kuyper, in die tijd hoogleraar aan de Vrije Universiteit in Amsterdam. Deze gemeente was ontstaan na een scheuring in de Nederlandse Hervormde Kerk in 1886, de zogenaamde Doleantie. De kerkenraad van de dolerenden kocht in 1887 een dubbel herenhuis met het daarachter gelegen koetshuis aan de Kerkstraat. Eigenlijk wilde de kerkenraad een kerk bouwen aan de Kerkstraat, maar het gemeentebestuur maakte dat onmogelijk. Er bestond namelijk een keur uit 1663 die voorschreef dat de binnenterreinen niet bebouwd mochten worden. Daarom werd het plan gewijzigd en werd het dubbele herenhuis aan de gracht afgebroken om plaats te maken voor de kerk. De kerk werd voltooid in 1888, en op 4 november van dat jaar in gebruik genomen door ds. Van Loon. Het ontwerp van de architecten G.B. Salm en A. Salm (beiden niet-gereformeerd) is in een neogotische stijl die tamelijk zeldzaam is. De gevel is erg opvallend tussen de grachtenpanden aan de Keizersgracht. Het orgel werd gebouwd door Daniël Gerard Steenkuyl en is een van de laatste overgebleven complete orgels van deze orgelbouwer in Amsterdam.

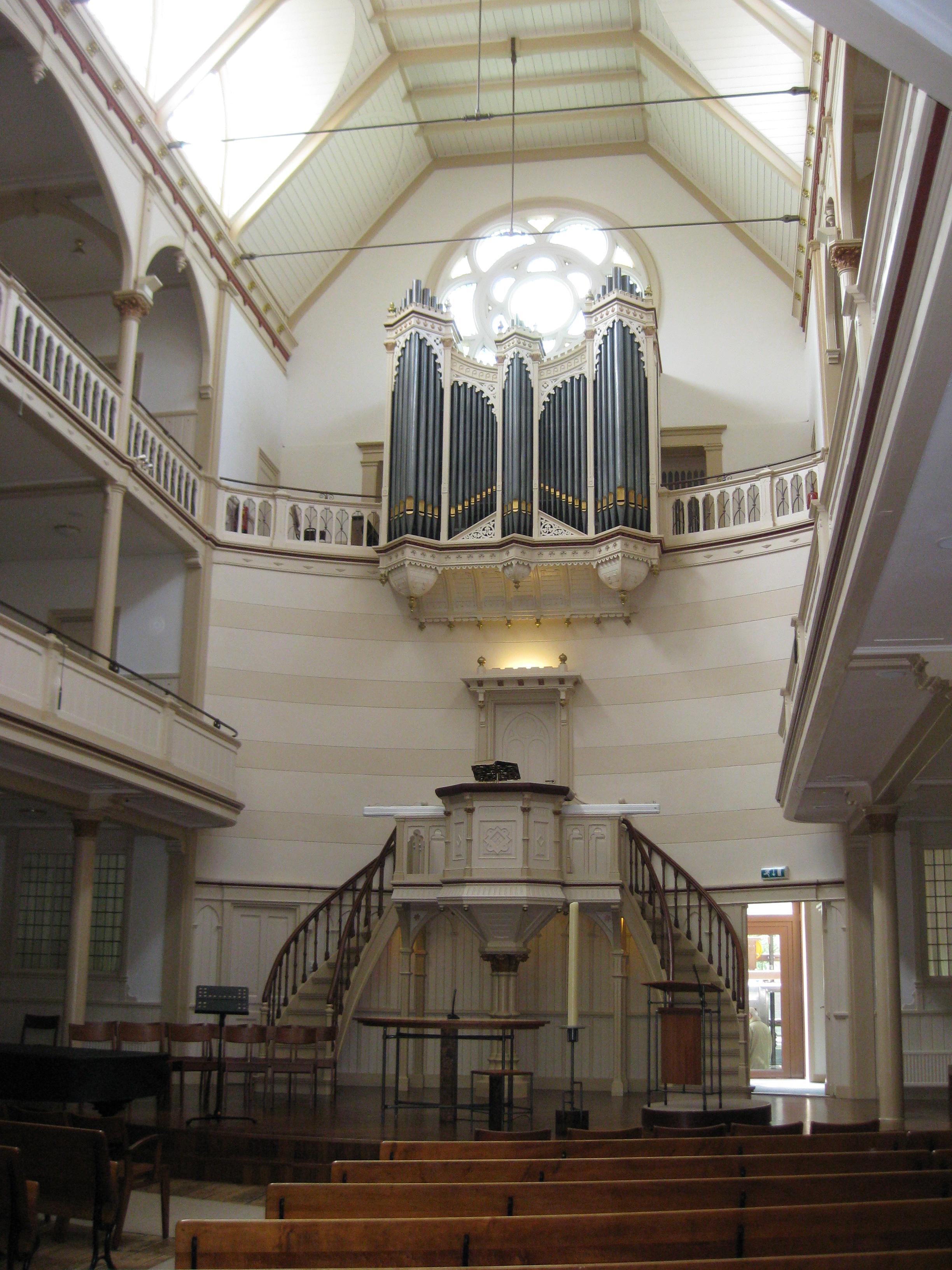
Het interieur, met preekstoel en orgel, in 2012.

Het interieur lijkt op een galerijkerk uit de 17e eeuw waardoor er plaats is voor veel mensen op een kleine oppervlakte. Hiervoor is gebruikgemaakt van op ijzeren zuiltjes geplaatste galerijen. De kerk telde oorspronkelijk 1600 zitplaatsen. Het gebouw is gerestaureerd in 1958 en in 2006 is het interieur opnieuw gerestaureerd. Het gebouw behoort tot de 200 nieuwe rijksmonumenten.

## Oorlog
In de nacht van 12 op 13 september 1944 werden de koster, Sieberen van der Baan (1894), en een van de twee predikanten, Taeke Ferwerda (1876), door Duitse bezetters in de Kerkstraat doodgeschoten, vijf dagen na de vondst van wapens in een bijgebouw van de kerk. Ter herinnering aan beiden is zowel aan de Kerkstraat als aan de Keizersgracht een gedenksteen in de muur aangebracht.
De tekst van de plaquette aan de gracht ontworpen door Arnold Ingwersen luidt:
"In den nacht van twaalf september negentienhonderd vier en veertig werd het onschuldige bloed vergoten van Taeke Ferwerda sinds negentienhonderd dertien dienaar des woords der Gereformeerde kerk te Amsterdam en stierf Siebren van der Baan koster van dit kerkgebouw den heldendood. In dit alles zijn wij meer dan overwinnaars."

## Gemeente
In de jaren 1960 en 1970 vond er een grote omwenteling plaats, waarmee de gemeente haar orthodox-gereformeerde karakter verloor. De Keizersgrachtkerkgemeente noemt zichzelf tegenwoordig een open oecumenische gemeenschap. Wekelijks is er op zondag een eredienst met een laagdrempelige liturgie, muziek en veel aandacht voor kinderen.
De Keizersgrachtkerk is thans een wijkkerk van de Protestantse Kerk Amsterdam; onderdeel van de Protestantse Kerk in Nederland.

## Pride Kerkdienst
Sinds tien jaar is de Keizersgrachtkerk ook de locatie voor de zogeheten Pride Kerkdienst (ook Roze Dienst genoemd). Deze dienst vindt plaats op de zondag na de botenparade van Pride Amsterdam, in het eerste weekend van augustus. De dienst heeft altijd een thema dat gerelateerd is aan Lhbti.